# Xenopus kobeli
Xenopus kobeli es una especie de anfibio anuro de la familia Pipidae.

## Distribución geográfica
Esta especie es endémica de Camerún. Se encuentra entre los 1100 y 1500 m sobre el nivel del mar en la meseta de Bamileke. 
Su presencia es incierta en la República del Congo.

## Etimología
Esta especie lleva el nombre en honor a Hans Rudolf Kobel.

## Publicación original
- Evans, Carter, Greenbaum, Gvoždík, Kelley, McLaughlin, Pauwels, Portik, Stanley, Tinsley, Tobias & Blackburn, 2015 : Genetics, morphology, advertisement calls, and historical records distinguish six new polyploid species of African Clawed Frog(Xenopus, Pipidae) from West and Central Africa. PLOS ONE, vol. 10, n.º 12, e0142823, p. 1–51[3]